# Margaret Colin
Margaret Colin (Brooklyn; 1958. május 26. –) amerikai színésznő. 
Legfontosabb televíziós szereplései az As the World Turns (1980–1983) és a Gossip Girl – A pletykafészek (2007–2012) című sorozatokban voltak. 1999-ben a Vissza a jelenbe szereplőjeként nyert Szaturnusz-díjat legjobb televíziós színésznő kategóriában, míg 2018-ban Az alelnök többi szereplőjével közösen kapott Screen Actors Guild-díjat.  	
Emlékezetesebb filmjei a Valami vadság (1986), a Három férfi és egy bébi (1987), a Csere-bere páros (1991), A függetlenség napja (1996), Az ördög maga (1997), A hűtlen (2002) és a Fejjel a bajnak (2004).

## Filmográfia

### Film
| Év   | Magyar cím                | Eredeti cím                      | Szerep            | Magyar hang       |
| ---- | ------------------------- | -------------------------------- | ----------------- | ----------------- |
| 1986 | Álmodj rózsaszínt         | Pretty in Pink                   | angoltanár        | Náray Erika       |
| 1986 | Valami vadság             | Something Wild                   | Irene             | Hegyi Barbara     |
| 1987 | Apja fia                  | Like Father Like Son             | Ginnie Armbruster | Zsurzs Kati       |
| 1987 | Három férfi és egy bébi   | Three Men and a Baby             | Rebecca           | Kiss Mari         |
| 1989 | Az igazság bajnoka        | True Believer                    | Kitty Greer       | Nyírő Beáta       |
| 1990 | Marslakók, haza!          | Martians Go Home                 | Sara Brody        |                   |
| 1991 | Csere-bere páros          | The Butcher's Wife               | Robyn Graves      | Radó Denise       |
| 1991 | Csere-bere páros          | The Butcher's Wife               | Robyn Graves      | Balázs Ágnes      |
| 1993 | Amos és Andrew bilincsben | Amos & Andrew                    | Judy Gillman      | Kocsis Mariann    |
| 1994 | Végsebesség               | Terminal Velocity                | Joline "Jo"       | Jani Ildikó       |
| 1996 | A függetlenség napja      | Independence Day                 | Constance Spano   | Kovács Nóra       |
| 1996 |                           | Milk & Money                     | Lorraine          |                   |
| 1997 | Az ördög maga             | The Devil's Own                  | Sheila O'Meara    | Zsurzs Kati       |
| 1997 | Az ördög maga             | The Devil's Own                  | Sheila O'Meara    | Fehér Anna        |
| 1997 |                           | Time to Say Goodbye?             | Kristen Hamstra   |                   |
| 1998 | Sebastian Cole kalandjai  | The Adventures of Sebastian Cole | Joan Cole         |                   |
| 2002 | A kék autó                | Blue Car                         | Diane             |                   |
| 2002 | A hűtlen                  | Unfaithful                       | Sally             | Incze Ildikó      |
| 2004 | Fejjel a bajnak           | First Daughter                   | Melanie MacKenzie | Orosz Anna        |
| 2006 |                           | A Broken Sole                    | Nan               |                   |
| 2007 |                           | Happenstance (rövidfilm)         | Beth              |                   |
| 2008 | Szex telefonhívásra       | Deception                        | Ms. Pomerantz     |                   |
| 2008 |                           | iMurders                         | Carol Uberoth     |                   |
| 2009 | Az eltűnt személy         | The Missing Person               | Lana Cobb         | Farkasinszky Edit |
| 2012 |                           | Camilla Dickinson                | Mona Rowan        |                   |
| 2012 |                           | Backwards                        | Mrs. Brooks       |                   |
| 2014 |                           | Kelly & Cal                      | Janice            |                   |
| 2014 |                           | You Must Be Joking               | Linda Schwartz    |                   |
| 2015 | A Chanel a mindenem!      | Stealing Chanel                  | Constance Borden  | Farkasinszky Edit |
| 2016 | Tőke                      | Equity                           | Cahn ügyvéd       |                   |
| 2022 |                           | The Road to Galena               | Margaret Kenney   |                   |

### Televízió
| Év        | Magyar cím                               | Eredeti cím                              | Szerep                   | Megjegyzések                               |
| --------- | ---------------------------------------- | ---------------------------------------- | ------------------------ | ------------------------------------------ |
| 1979      |                                          | The Edge of Night                        | Paige Madison            | 69 epizód                                  |
| 1980–1983 |                                          | As the World Turns                       | Margo Hughes             | 16 epizód                                  |
| 1985–1986 |                                          | Foley Square                             | Alex Harrigan            | főszereplő (14 epizód)                     |
| 1987      |                                          | The Return of Sherlock Holmes            | Jane Watson              | tévéfilm                                   |
| 1987      | Forró szívek, hideg lábak                | Warm Hearts, Cold Feet                   | Amy Webster              | - tévéfilm - magyar hangja: - Zsurzs Kati  |
| 1987      |                                          | Leg Work                                 | Claire McCarron          | főszereplő (10 epizód)                     |
| 1988      | Magnum                                   | Magnum, P.I.                             | Connie Northrop          | - 1 epizód - magyar hangja: - Györgyi Anna |
| 1989      |                                          | Traveling Man                            | Joanna Reath             | tévéfilm                                   |
| 1990      | Gyilkosság Bostonban                     | Goodnight Sweet Wife: A Murder in Boston | Michelle Caruso          | tévéfilm                                   |
| 1991–1992 |                                          | Sibs                                     | Audie Ruscio             | főszereplő (22 epizód)                     |
| 1994      |                                          | Related by Birth                         | Audie Ruscio             | különkiadás                                |
| 1994      | Chicago Hope kórház                      | Chicago Hope                             | Dr. Karen Antonovich     | 5 epizód                                   |
| 1995      | A gonosz árnyékában                      | In the Shadow of Evil                    | Dr. Molly Nostrand       | - tévéfilm - magyar hangja: - Zsurzs Kati  |
| 1995      |                                          | The Wright Verdicts                      | Sandy Hamor              | főszereplő (7 epizód)                      |
| 1999      | Gázolás                                  | Hit & Run                                | Joanna Kendall           | tévéfilm                                   |
| 1999      | Nincs igazság                            | Swing Vote                               | Linda Kirkland           | - tévéfilm - magyar hangja: - Kiss Erika   |
| 1999–2000 | Vissza a jelenbe                         | Now and Again                            | Lisa Wiseman             | főszereplő (19 epizód)                     |
| 2000      |                                          | Madigan Men                              | Vonda Madigan            | 2 epizód                                   |
| 2001      |                                          | Private Lies                             | Ellen                    | tévéfilm                                   |
| 2001      | Férjem kettős élete                      | The Familiar Stranger                    | Elizabeth "Peachy" Welsh | - tévéfilm - magyar hangja: - Zsurzs Kati  |
| 2001      | Az esküvői ruha                          | The Wedding Dress                        | Madeline Carver          | tévéfilm                                   |
| 2003      | Esküdt ellenségek: Különleges ügyosztály | Law & Order: Special Victims Unit        | Mrs. Krug                | 1 epizód                                   |
| 2004      | Esküdt ellenségek: Bűnös szándék         | Law & Order: Criminal Intent             | Dr. Eloise Barnes        | 1 epizód                                   |
| 2007–2012 | Gossip Girl – A pletykafészek            | Gossip Girl                              | Eleanor Waldorf-Rose     | 34 epizód                                  |
| 2009      | Luxusdoki                                | Royal Pains                              | Lucy Everett             | 1 epizód                                   |
| 2010      | Esküdt ellenségek                        | Law & Order                              | Mary Markson             | 1 epizód                                   |
| 2010      | A médium                                 | Medium                                   | Kelly Shuler             | 1 epizód                                   |
| 2012      | Zsaruvér                                 | Blue Bloods                              | Melanie Maines           | 1 epizód                                   |
| 2012      | Jackie nővér                             | Nurse Jackie                             | Trish                    | 2 epizód                                   |
| 2013      | A férjem védelmében                      | The Good Wife                            | Rochelle                 | 1 epizód                                   |
| 2013      | Sherlock és Watson                       | Elementary                               | Natalie Gale             | 1 epizód                                   |
| 2014      | Gotham                                   | Gotham                                   | Taylor Reece             | 1 epizód                                   |
| 2016      | Az elnök embere                          | Madam Secretary                          | Judith Fanning           | 1 epizód                                   |
| 2017–2018 | Piszkos zsaruk                           | Shades of Blue                           | Linda Wozniak            | 13 epizód                                  |
| 2017–2019 | Az alelnök                               | Veep                                     | Jane McCabe              | 9 epizód                                   |
| 2019      |                                          | The Enemy Within                         | Evelyn Bell              | 1 epizód                                   |
| 2019      | Tíz ember a szigeten                     | The I-Land                               | Dr. Stevenson            | 2 epizód                                   |
| 2021      | Chicago Med                              | Chicago Med                              | Carol Conte              | 7 epizód                                   |
| 2021–2023 | Gossip Girl – Az új pletykafészek        | Gossip Girl                              | Eleanor Waldorf-Rose     | 2 epizód                                   |
| 2022      |                                          | Three Wise Men and a Baby                | Barbara Brenner          | tévéfilm                                   |
| 2024      |                                          | Three Wiser Men and a Boy                | Barbara Brenner          | tévéfilm                                   |

## Díjak és jelölések
| Év   | Díj                     | Kategória                               | Jelölt mű        | Eredmény |
| ---- | ----------------------- | --------------------------------------- | ---------------- | -------- |
| 2000 | Szaturnusz-díj          | legjobb televíziós színésznő            | Vissza a jelenbe | Elnyerte |
| 2018 | Screen Actors Guild-díj | legjobb szereplőgárda (vígjátéksorozat) | Az alelnök       | Elnyerte |

## Fordítás
- Ez a szócikk részben vagy egészben  a   Margaret Colin című angol Wikipédia-szócikk fordításán alapul.  Az eredeti cikk szerkesztőit annak laptörténete sorolja fel. Ez a jelzés csupán a megfogalmazás eredetét és a szerzői jogokat jelzi, nem szolgál a cikkben szereplő információk forrásmegjelöléseként.